# Packard Eight

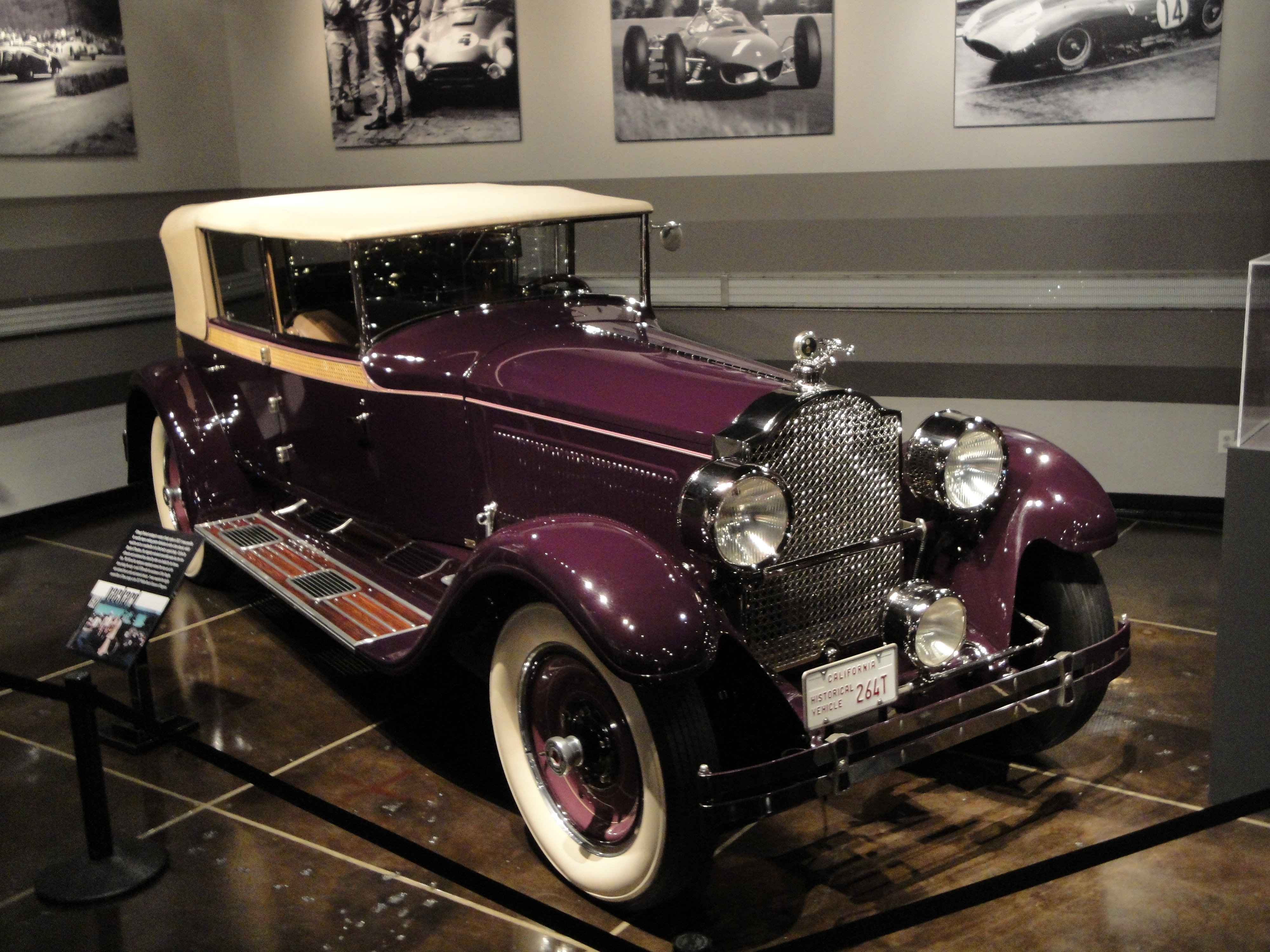
Packard Eight Modell 343 Convertible Sedan von Murphy (1927)

Der Packard Eight bezeichnet eine Serie von Achtzylinder-Automobilen, die die Packard Motor Car Company in Detroit in den Modelljahren 1925 bis 1927 fertigte. Im Jahre 1933 lebte das Modell wieder auf wurde bis 1936 weitergebaut. 1937 folgte die Ablösung durch den Packard One-Twenty, der schon ab 1935 parallel angeboten wurde. 1938 wurde ebendieser One-Twenty wieder in Eight umbenannt, aber nur für ein Jahr.

## Modellreihen
Packard verwendete von 1912 bis 1928 ein Nummerierungssystem, das sich aus Serie (bezogen auf Baureihe, nicht Modelljahr) und Radstand in Zoll zusammensetzte. Folgerichtig wurde der erste Achtzylinder, der 1924 vorgestellte Single Eight als Modell 136 und 143 bezeichnet (1. Serie; 136 resp. 143 Zoll Radstand). Packards Topmodell war gleichzeitig ein international sehr erfolgreiches Fahrzeug der Luxusklasse.

### 1925–1927

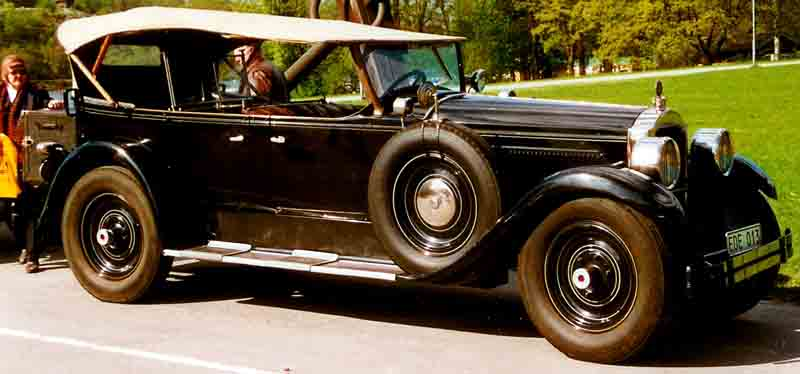
Packard Eight Touring Modell 243 (1926)

Das 1924 erschienene Modell Single Eight wurde 1925 stark überarbeitet und in „Packard Eight“ umbenannt.
Der Wagen hatte weiterhin einen Reihenachtzylindermotor mit seitlich stehenden Ventilen, 5.863 cm³ Hubraum (Bohrung × Hub = 85,7 mm × 127 mm) und einer Leistung von 85 bhp (62,5 kW) bei 3.000 min−1. Über eine Mehrscheibenkupplung und ein Dreiganggetriebe wurde die Motorkraft an die Hinterräder weitergeleitet. Die mechanischen Bremsen wirkten auf alle vier Räder. Neu war die Zentralchassisschmierung System Bijjur.
Auch die Fahrgestelle mit den Radständen von 3.454 mm (Modell 236) und 3.632 mm (Modell 243) wurden übernommen. Beide Fahrgestelle gab es mit unterschiedlichen geschlossenen und offenen Aufbauten für drei bis sieben Passagiere.
1927 wurde der Motor gründlich überarbeitet: Er bekam Aluminiumkolben und einen neuen Zylinderkopf mit besserer Verwirbelung der Verbrennungsgase. Die Zylinderbohrung wurde auf 88,9 mm vergrößert, was dem Motor einen Hubraum von 6.306 cm³ verschaffte. Die Leistung stieg auf 109 bhp (80 kW).
1928 wurde die Baureihe aufgeteilt in den Custom Eight als Nachfolger des Eight und den  Eight Model 443; letzterer war eine technisch identische aber etwas einfacher ausgestattete Version. Die 4. Serie war nur noch mit dem längeren Radstand erhältlich. Vom Eight entstanden 1924–1927 12.398 Exemplare.

### 1933–1936

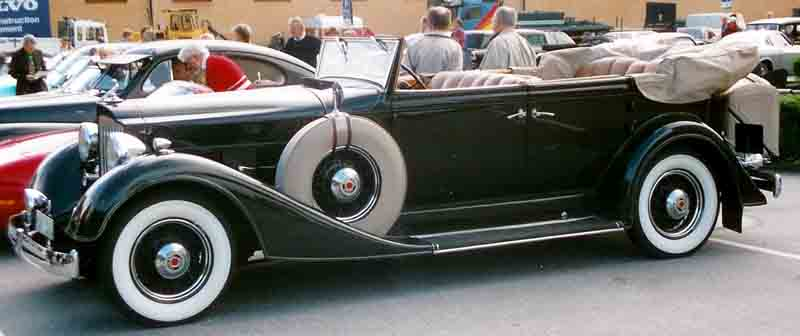
Packard Eight Cabriolet 4 Türen (1934)

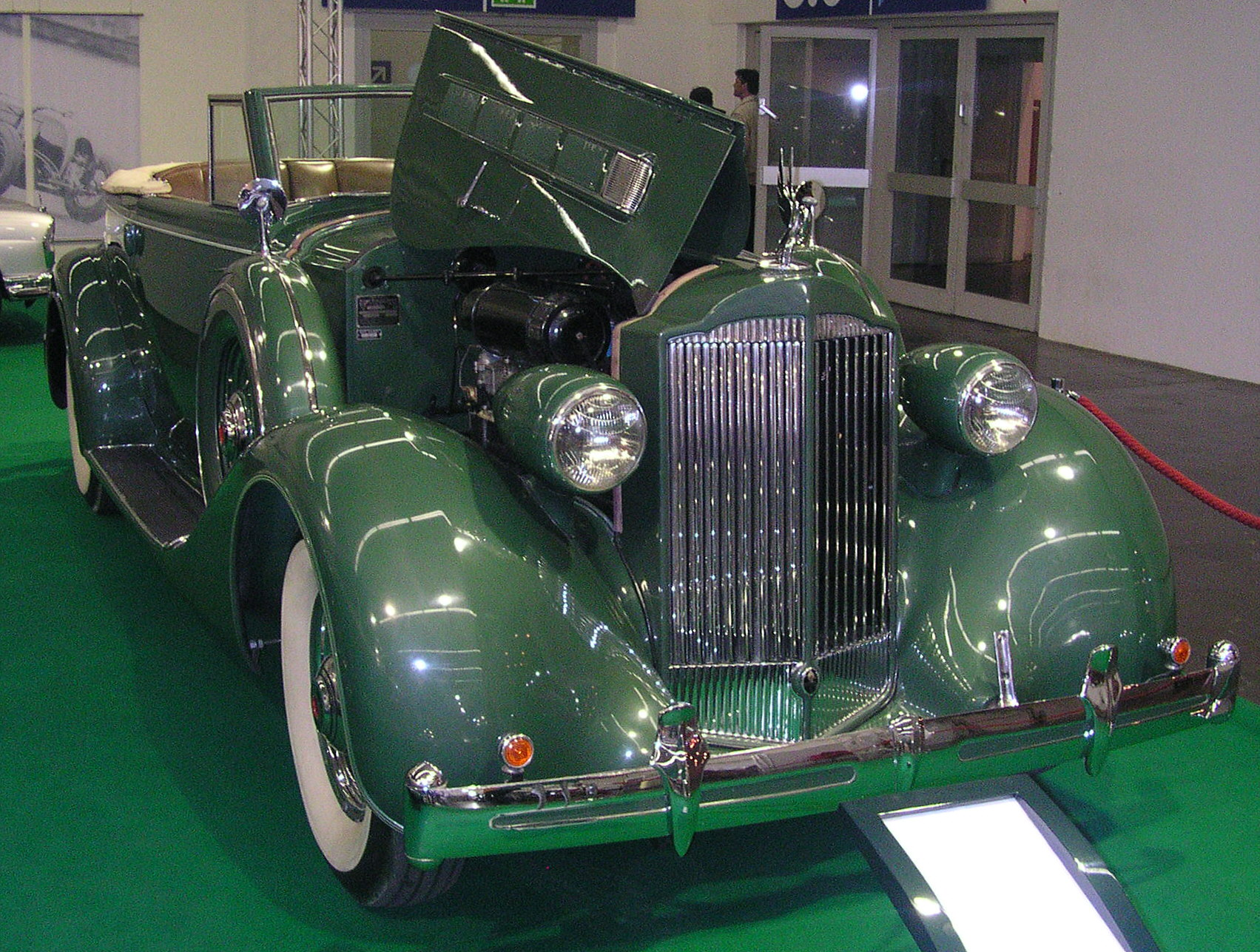
Packard Eight Victoria Cabriolet 2 Türen (1935)

1933 benannte man den Packard Standard Eight wieder in Packard Eight um.
Der Wagen hatte immer noch einen Reihenachtzylindermotor mit seitlich stehenden Ventilen, nun aber mit 5.231 cm³ Hubraum (Bohrung × Hub = 81 mm × 127 mm), einem Stromberg-Doppelvergaser mit Startautomatik und einer Leistung von 120 bhp (88,2 kW) bei 3.200 min−1. Über eine Einscheiben-Trockenkupplung und ein teilsynchronisiertes Dreiganggetriebe wurde die Motorkraft an die Hinterräder weitergeleitet. Die mechanischen Bremsen wirkten auf alle vier Räder.
Die Fahrgestelle hatten nun Radstände von 3239 mm und 3454 mm. Beide Fahrgestelle gab es mit unterschiedlichen geschlossenen und offenen Aufbauten für drei bis sieben Passagiere.
Im Folgejahr gab es neue Fahrgestelle mit Radständen von 3289 mm, 3460 mm und 3594 mm. Es wurde eine leistungsfähigere Lichtmaschine eingebaut, damit das als Option angebotene Radio sicher betrieben werden konnte.
1935 veränderten sich die Radstände nochmals auf 3.225 mm, 3.403 mm und 3.531 mm. Die Karosserien mit um 5° nach hinten geneigten Kühlergrill fielen schnittiger als im Vorjahr aus und die Motorleistung stieg auf 130 bhp (96 kW). Die Wagen erreichten eine Höchstgeschwindigkeit von 144 km/h.
So ausgestattet wurden die Fahrzeuge bis zu ihrer Einstellung Ende 1936 weiterproduziert. In 4 Jahren entstanden 16.854 Stück.

### 1938

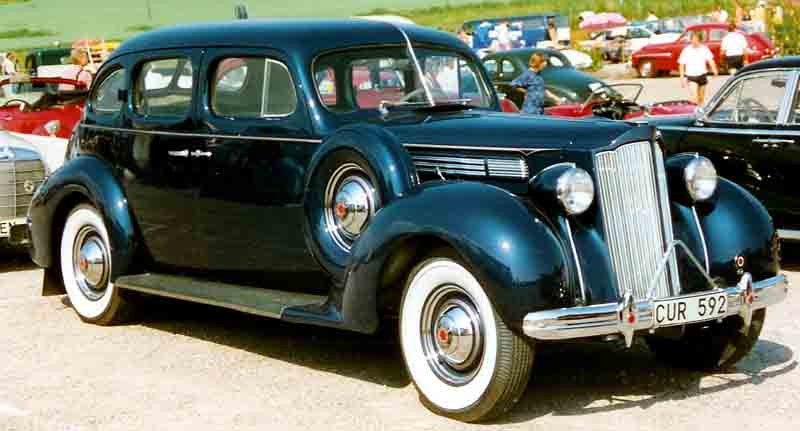
Packard Eight Limousine 4 Türen (1938)

Das 1935 erschienene Achtzylinder-„Spar“-Modell Packard One-Twenty wurde nach dem Wegfall des großen Packard Eight einfach in „Eight“ umbenannt.
Der Wagen hatte immer noch einen Reihenachtzylindermotor mit seitlich stehenden Ventilen, 4.621 cm³ Hubraum (Bohrung × Hub = 82,5 mm × 114,3 mm) und einer Leistung von 120 bhp (88 kW) bei 3.800 min−1. Über eine Einscheiben-Trockenkupplung und ein teilsynchronisiertes Dreiganggetriebe mit Mittelschaltung wurde die Motorkraft an die Hinterräder weitergeleitet. Die hydraulischen Bremsen wirkten auf alle vier Räder.
Es waren Fahrgestelle mit 3.226 mm oder 3.759 mm Radstand und Aufbauten für zwei bis sieben Passagiere erhältlich.
In diesem Jahr wurden 22.624 Packard Eight gefertigt. Im Folgejahr wurden die Wagen wieder in Packard One-Twenty umbenannt und der Name „Packard Eight“ verschwand endgültig.